# Muisjes
Muisjes (deutsch: Mäuschen) sind ein Brotbelag, wie er vorzugsweise in der niederländischen Küche Verwendung findet. Er besteht aus den Samen der Anispflanze, umhüllt mit rosafarbener, blauer oder weißer Zuckerglasur. Muisjes gibt es in Streuselform (die „echten Muisjes“) aber auch gemahlen als sogenannte „Gestampte Muisjes“.

## Muisjes
Der Name stammt vom Aussehen des Anissamens, der mit seinem ovalen Körper und dem kleinen schwanzähnlichen Stängel ein wenig an eine Maus erinnert. Da Mäuse in vielen Kulturen als Zeichen der Fruchtbarkeit gelten, werden Muisjes in den Niederlanden bevorzugt nach der Geburt eines Kindes serviert; namentlich als „Beschuit met Muisjes“ (Zwieback mit Muisjes). Im Ausland ist dieser Brauch unbekannt. Die Wortmarke „Muisjes“ wurde von der Firma Koninklijke De Ruijter B.V. registriert.

## Ursprünge
Der Brauch Anis mit Zucker zu essen geht zurück bis ins 16. Jahrhundert. In französischen Adelskreisen und bei reichen Bürgern aß man kandierten Anis, Fenchel und Koriander um die Verdauung zu fördern. So wurden auch Pistazien, Zimtstücke, Zitrusfrüchte sowie wohlriechende Wurzeln eingelegt oder mit einer harten Zuckerschicht überzogen.

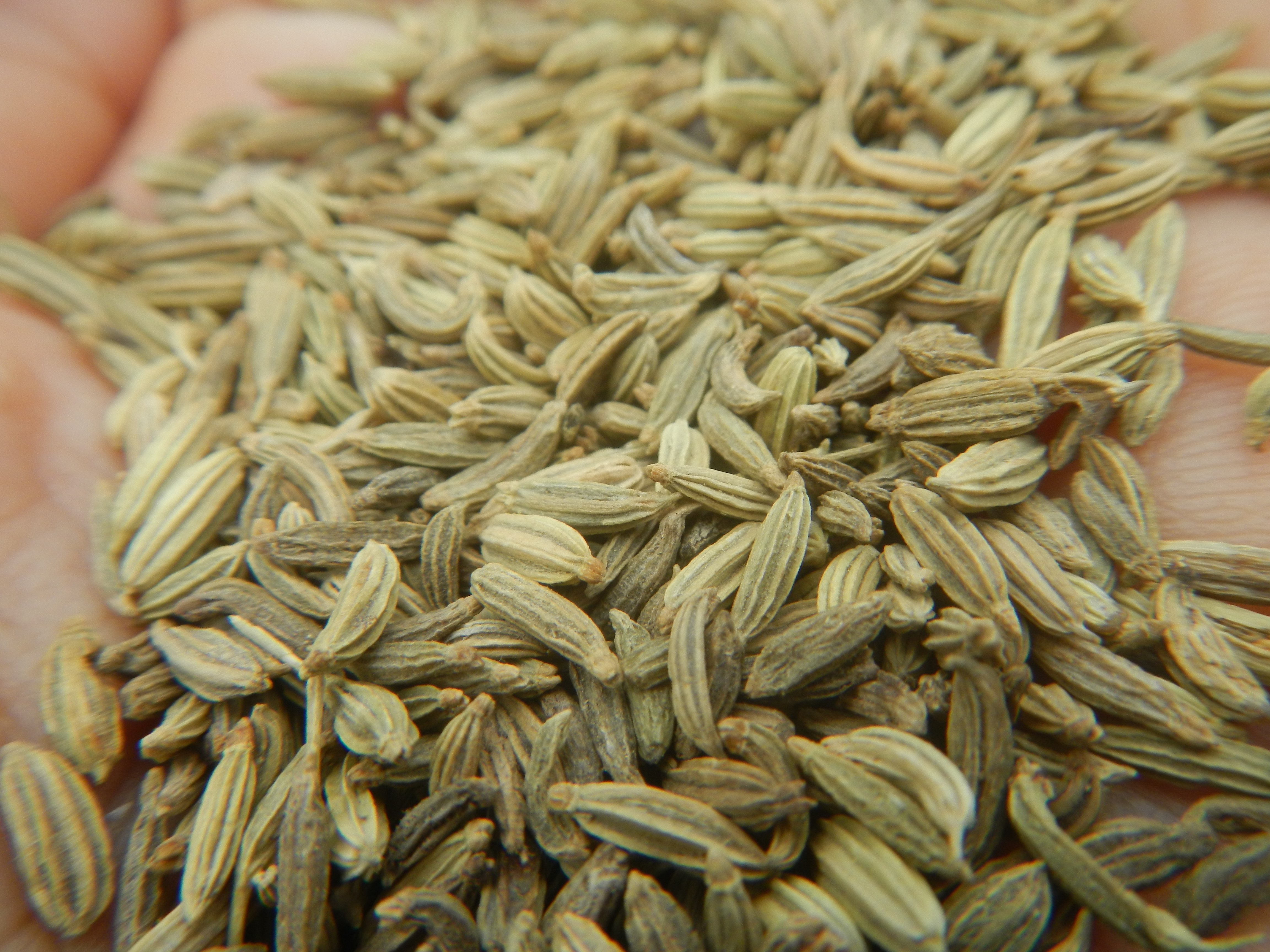
Unbearbeiteter Anissamen

## Herstellung
Der Anissamen, der zur Produktion der Muisjes verwendet wird, kommt vornehmlich aus Spanien. Es wird vor der Verarbeitung zuerst gesiebt. Alle Staub- und Schmutzpartikel sowie zu große und zu kleine Samen werden entfernt. Nach dem Sieben werden die Samen in große runde Kupferkessel gelegt, sogenannte Dragierpfannen mit bis zu 50 kg Inhalt. Diese geneigten Pfannen, die von Ferne an Betonmischer erinnern, drehen sich mit den Anissamen und mischen diese, während sie mit Zuckerwasser, Glucosesirup und Puderzucker besprüht werden. Die klebenden Zutaten sorgen für die Anhaftung des Puderzuckers an die Samen. Anschließend werden die Wasseranteile durch starken Temperaturanstieg verdampft, so dass nur noch der Samen mit seiner Zuckerbeschichtung übrig bleibt. Da so nur dünne Schichten erzielt werden können, wird der Vorgang mehrmals wiederholt. Der letzte Arbeitsgang sorgt für die Einfärbung und den Glanz der Muisjes. Für Letzteren wird Carnaubawachs verwendet. Als rosafarbener Farbstoff dient Karmin; für den blauen nimmt man Indigokarmin. Die endgültige Trocknung findet 36 Stunden in einer Trockenkammer statt, wobei die Beschichtung der Muisjes aushärten kann. Anschließend wird alles maschinell in Pappschachteln verpackt.

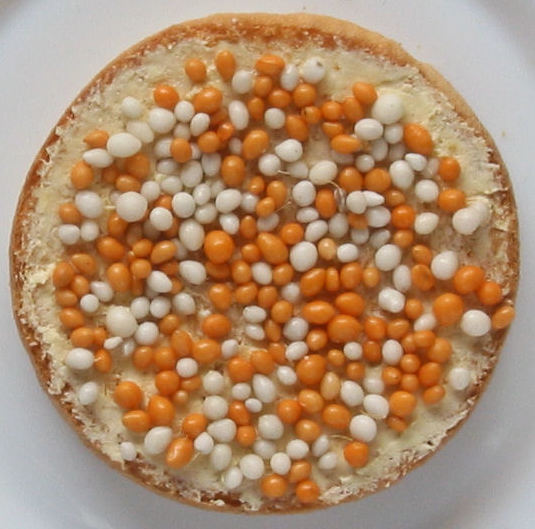
Orangefarbene Muisjes

Anlässlich der Geburt von Königin Beatrix am 31. Januar 1938 bot die in ihrem Geburtsort Baarn beheimatete Firma De Ruijter orangefarbene Muisjes in einer besonderen Dose an.